# Южен Еършър
Южен Еършър (на английски: South Ayrshire, на шотландски: Siorrachd Inbhir Àir a Deas) е една от 32-те области в Шотландия. Граничи с областите Източен Еършър и Дъмфрийс анд Голоуей. Областта е създадена през 1996 г.

## Населени места
|  |  |